# Donne (Charles Bukowski)
Donne è un romanzo semi-autobiografico del poeta e scrittore statunitense Charles Bukowski. Scritto in prima persona, il romanzo narra le vicende di Henry Chinaski, alter ego dello scrittore.
Il romanzo, esplicitamente erotico, è strutturato in brevi storie, e ripercorre una lunga serie di vicende sentimentali tumultuose, con allo sfondo un'esistenza randagia, segnata da maratone alcoliche, assillata dalla ricerca di denaro, vissuta sempre e rigorosamente "on the road" nello stile tipico di Bukowski.

## Edizioni
- (EN) Charles Bukowski, Women, 1ª ed., Los Angeles, Black Sparrow Press, 1978, ISBN 0-87685-391-2.
- Charles Bukowski, Donne, traduzione di Marisa Caramella, Tasco, n. 28, Milano, SugarCo, 1988.
- Charles Bukowski, Donne, traduzione di Marisa Caramella, TEA due, TEA, 1998, ISBN 978-88-502-1574-4.